# Ugo Agostoni
Ugo Agostoni (Lissone, 27 de julho de 1893 – Desio, 26 de setembro de 1941) foi um ciclista profissional da Itália.

## Participações no Giro d'Italia
- Giro d'Italia 1911 : abandonou
- Giro d'Italia 1912 : 2º colocado na classificação geral por equipe
- Giro d'Italia 1913 : 11º colocado na classificação geral
- Giro d'Italia 1914 : abandonou
- Giro d'Italia 1919 : 5º colocado na classificação geral
- Giro d'Italia 1920 : 7º colocado na classificação geral, vencedor de uma etapa
- Giro d'Italia 1921 : abandonou
- Giro d'Italia 1922 : abandonou
- Giro d'Italia 1923 : abandonou

### Participações no Tour de France
- Tour de France 1912: abandonou na 2ª etapa